# Устиновка (Попаснянский район)
Устиновка (укр. Устинівка) — село, относится к Попаснянскому району Луганской области Украины.
Население по переписи 2001 года составляло 121 человек. Почтовый индекс — 93322. Телефонный код — 6474. Занимает площадь 0,102 км². Код КОАТУУ — 4423857505.

## Местный совет
93321, Луганська обл., Попаснянський р-н, смт. Мирна Долина, вул. Освіти, буд. 1  (укр.)